# Bessy Argiraki
Bessy Argiraki (Grieks: Μπέσσυ Αργυράκη) (Athene, 4 april 1957) is een Grieks zangeres.

## Biografie
Argiraki startte haar muzikale carrière in 1973. Ze is vooral bekend om haar Griekstalige pop- en schlagernummers. Ze bracht ook enkele covers uit, zoals Stayin' Alive van de Bee Gees en Ella, elle l'a van France Gall.
Bij het grote publiek is ze vooral bekend vanwege haar deelname aan het Eurovisiesongfestival 1977. Dat jaar werd ze door de Griekse openbare omroep intern aangeduid om haar vaderland te vertegenwoordigen, samen met Pascalis, Marianna en Robert. Met Mathema solfege, een nummer over wiskunde, eindigde het gelegenheidsviertal op de vijfde plaats, een eindklassering die pas 24 jaar later verbeterd zou worden.
Nadien kende ze nog enkele successen, totdat ze uit de muziekwereld stapte om voor haar kind te zorgen. In 1982 nam zij An anoíxeis tin kardiá mou op, dat in Nederland een grote hit werd in de Nederlandse vertaling door Benny Neyman, Waarom fluister ik je naam nog. Na enkele jaren waagde ze zich aan een comeback, zonder veel succes. Ze beëindigde haar carrière in 1997.
1974: Marinella · 
1976: Mariza Koch · 
1977: Pascalis, Marianna, Robert & Bessy · 
1978: Tania Tsanaklidou · 
1979: Elpida · 
1980: Anna Vissi & Epikouri · 
1981: Yiannis Dimitras · 
1983: Kristi Stassinopoulou · 
1985: Takis Biniaris · 
1987: Bang · 
1988: Afroditi Frida · 
1989: Mariana Efstratiou · 
1990: Christos Callow & Wave · 
1991: Sophia Vossou · 
1992: Cleopatra · 
1993: Katerina Garbi · 
1994: Kostas Bigalis & The Sea Lovers · 
1995: Elina Konstantopoulou · 
1996: Mariana Efstratiou · 
1997: Marianna Zorba · 
1998: Thalassa · 
2001: Antique · 
2002: Michalis Rakintzis · 
2003: Mando · 
2004: Sakis Rouvas · 
2005: Elena Paparizou · 
2006: Anna Vissi · 
2007: Sarbel · 
2008: Kalomira · 
2009: Sakis Rouvas · 
2010: Giorgos Alkaios & Friends · 
2011: Loukas Giorkas feat. Stereo Mike · 
2012: Eleftheria Eleftheriou · 
2013: Koza Mostra feat. Agathonas Iakovidis · 
2014: Freaky Fortune feat. RiskyKidd · 
2015: Maria Elena Kiriakou · 
2016: Argo · 
2017: Demy · 
2018: Gianna Terzi · 
2019: Katerine Duska · 
2021: Stefania · 
2022: Amanda Tenfjord · 
2023: Victor Vernicos · 
2024: Marina Satti · 
2025: Klavdia